# Лесные утки
Лесны́е у́тки (лат. Aix) — род водоплавающих птиц из семейства утиных. Включает 2 вида: североамериканскую каролинскую утку (Aix sponsa) и азиатскую мандаринку (Aix galericulata).
В ранних таксономических системах лесных уток, а также некоторых других гусеобразных, объединяли в парафилетическую группу Cairinini (или Cairininae) — группу, имевшую промежуточное положение между пеганками и настоящими утками, представители которой гнездились в дуплах деревьев. В настоящее время идут дискуссии, отнести этих уток к подсемейству Anatinae либо к Tadorninae.
Оба эти вида часто привлекают к себе внимание — в частности, благодаря яркой и контрастной расцветке самцов. Каролинская утка населяет восточную часть Северной Америки — главным образом, на территории США, хотя её ареал простирается от южных районов Канады до северной Мексики. Мандаринка распространена в Китае, Японии и на российском Дальнем Востоке. Кроме того, этот вид был интродуцирован в отдельных районах Европы (в частности, в Великобритании). Оба вида — частично перелётные, зимуют в южных частях гнездового ареала. Населяет тихие лесные реки и небольшие тенистые озёра, в качестве декоративной птицы встречается в городских парках.
Половой диморфизм выражен очень ярко: самки отличаются от самцов меньшими размерами и более скромным окрасом оперения.

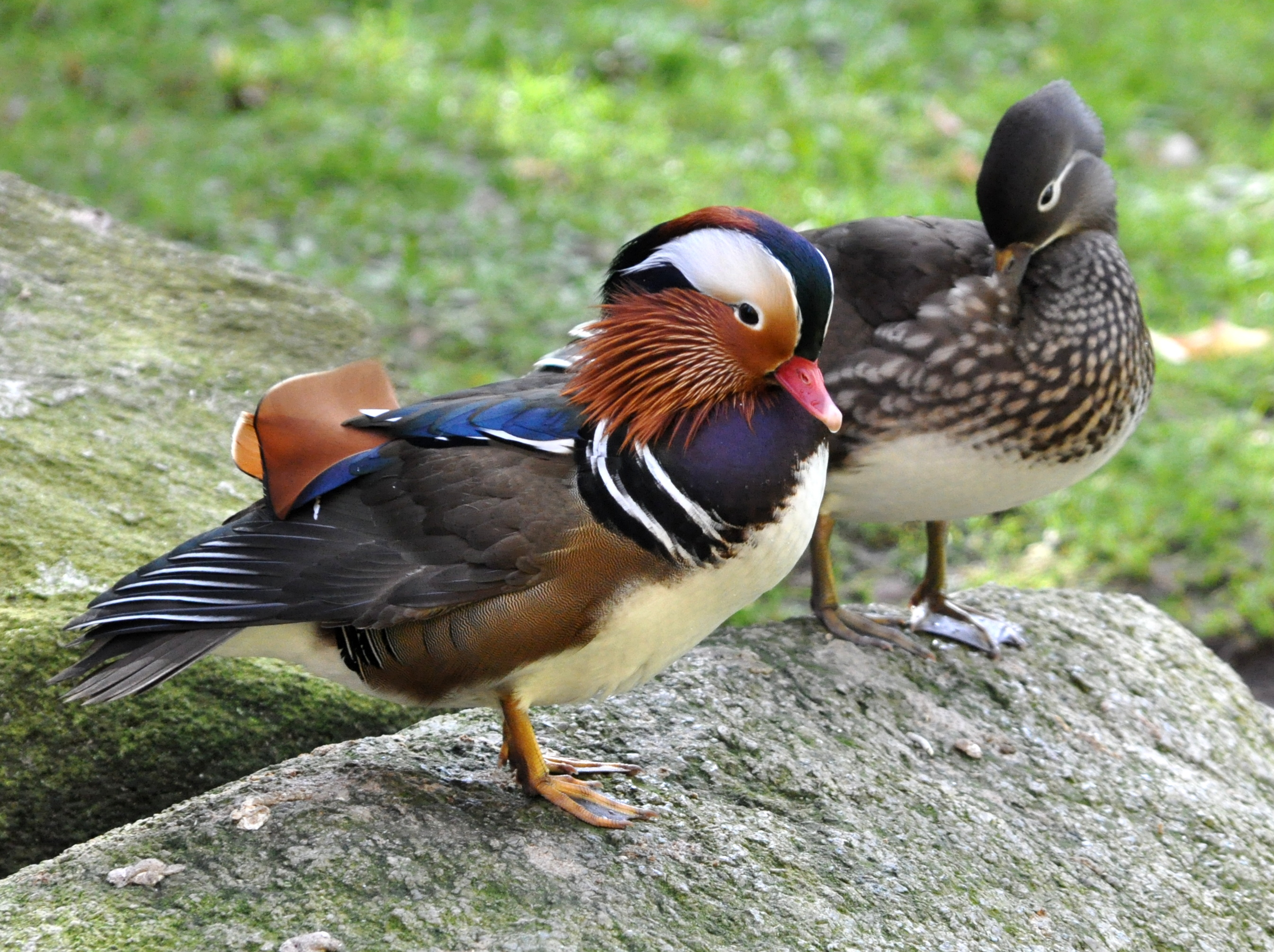
Пара мандаринок

Каролинская утка длиной 43—51 см, имеет массу 482—879 г. У самцов красные глаза и радужный разноцветный наряд в брачном оперении. У обоих полов на голове развит хохолок. Схожие размеры и у мандаринки — длина 41—51 см, масса 444—500 г. Наряд самца мандаринки ещё более пышный по сравнению с самцом каролинской утки.
Каролинская утка питается мелкими рачками, улитками, водными и наземными насекомыми, а также растительными кормами — желудями, орехами, семенами и вегетативными частями растений. Мандаринка преимущественно растительноядна.
Каролинская утка репродуктивна в любое время года. Она моногамна, пары образуются с февраля по апрель (в зависимости от широты) на один сезон. В кладке 9—15 яиц, продолжительность насиживания около 30 дней. Птенцы выводкового типа, покидают гнездо вскоре после вылупления и держатся возле матери около двух месяцев. Среди утят отмечена высокая смертность. Продолжительность жизни каролинской утки — 3—4 года.
Мандаринка также моногамна. Во период брачных игр у самца, помимо пышного наряда, развит рыжий воротник из удлинённых узких перьев, а также оранжевые «паруса», образованные третьестепенными маховыми. Так же, как и американская утка, этот вид гнездится в дупле, куда откладывает 9—12 яиц. Инкубационный период, как и у каролинской утки, около 30 дней, однако сроки выхаживания потомства значительно меньше — около 40—45 дней.
Международный союз охраны природы рассматривает оба вида в качестве таксонов минимального риска. В прошлом численность обоих видов сильно сократилась вследствие уменьшения площади лесов и урбанизации. В частности, в Китае после падения династии Цин в 1911 году был вырублен императорский охотничий лес Тан-Лин, где гнездились мандаринки. Ещё драматичнее оказалась судьба каролинской утки, которая во времена колонизации Америки чуть не оказалась на грани исчезновения — поселенцы не только вырубали лес и осушали озёра и болота, но и массово охотились на оказавшуюся лёгкой добычей птицу. Только с появлением природоохранных законов и программ по восстановлению ситуация стала выправляться, однако до сих пор численность этого вида не достигла былых масштабов.